# Пинто, Фрида
Фри́да Селе́на Пи́нто (англ. Freida Selena Pinto; род. 18 октября 1984, Бомбей, Индия) — индийская киноактриса, снимающаяся преимущественно в американских и британских фильмах. Первый актёрский опыт она получила во время учёбы в колледже, участвуя в постановках любительского театра. После окончания учёбы работала фотомоделью и была ведущей на индийском телевидении.
Через модельное агентство Пинто получила роль в британской драме 2008 года «Миллионер из трущоб», в которой состоялся её дебют в кино. Фильм был удостоен многих наград, в том числе премии «Оскар», и принёс актрисе широкую известность. После этого Пинто снялась в нескольких американских и британских кинокартинах, исполняя в основном роли второго плана. Самой успешной её работой стал научно-фантастический фильм «Восстание планеты обезьян». Наиболее значительные роли Пинто исполнила в фильмах «Красавица из трущоб» 2011 года и «Танцующий в пустыне» 2014 года, за которые получила положительные отзывы критиков.
Индийские СМИ приписывают Пинто разрушение стереотипного образа индийской женщины в зарубежных фильмах. Вместе с тем на родине актриса известна мало, потому как не снимается в болливудских фильмах. Пинто активно участвует в нескольких гуманитарных кампаниях и публично выступает за права женщин.

## Ранние годы
Фрида Пинто родилась 18 октября 1984 года в Бомбее (ныне Мумбаи) в семье мангалурских католиков среднего класса. Фамилия Пинто имеет португальское происхождение, но Фрида не любит, когда её называют португалкой. Её мать Сильвия Пинто была директором общеобразовательной школы Святого Иоанна в Мумбаи, отец Фредерик Пинто руководил одним из отделений Банка Бароды, старшая сестра Шэрон работает продюсером на одном из новостных каналов телекомпании NDTV. Пинто выросла в Маладе, пригороде Мумбаи. В пятилетнем возрасте она захотела стать актрисой. Одним из источников вдохновения Фрида называет победу Сушмиты Сен на конкурсе красоты Мисс Вселенная 1994: «Ею тогда вся страна гордилась, и мне хотелось однажды добиться того же». Пинто училась в школе для девочек Святого Иосифа в Маладе, затем в колледже Святого Хавьера в Мумбаи. Её профилирующей дисциплиной в колледже была английская литература, неосновными предметами — психология и экономика. Во время учёбы в колледже Фрида участвовала в постановках любительского театра, но отказывалась от всех предложений попробовать себя в модельном бизнесе или в кино, пока не окончила обучение. Также Пинто занималась индийским классическим танцем и сальсой.
Несмотря на интерес к актёрской профессии с раннего детства, Пинто до конца не была уверена в выборе карьеры, пока не посмотрела фильм «Монстр» (2003), после которого окончательно решила стать актрисой. В середине 2005 года Пинто стала профессиональной фотомоделью, заключив контракт с индийским филиалом модельного агентства Elite Model Management, и проработала там два с половиной года. В тот период она снималась для телевизионной и печатной рекламы различных брендов, в частности Wrigley, Škoda Auto, Hutch, Airtel и De Beers, снималась для обложек журналов и участвовала в показах мод. Примерно в то же время Пинто стала ходить на кастинги фильмов и телевизионных программ. Несколько раз Фрида пробовалась на роль ведущей в разных телешоу, но ей несколько раз отказывали по причине, что она «слишком худая». Наконец ей удалось стать ведущей англоязычной телепередачи о путешествиях Full Circle, которая выходила на канале Zee International Asia Pacific. За время съёмок передачи Пинто объездила разные страны, среди прочих побывала в Афганистане, Таиланде, Малайзии, Сингапуре, Индонезии и на Фиджи. У Фриды было много неудачных проб на роли в болливудских и голливудских фильмах, в том числе на роль девушки Бонда в «Кванте милосердия» (2008).

## Актёрская карьера

### Первые роли (2007—2011)

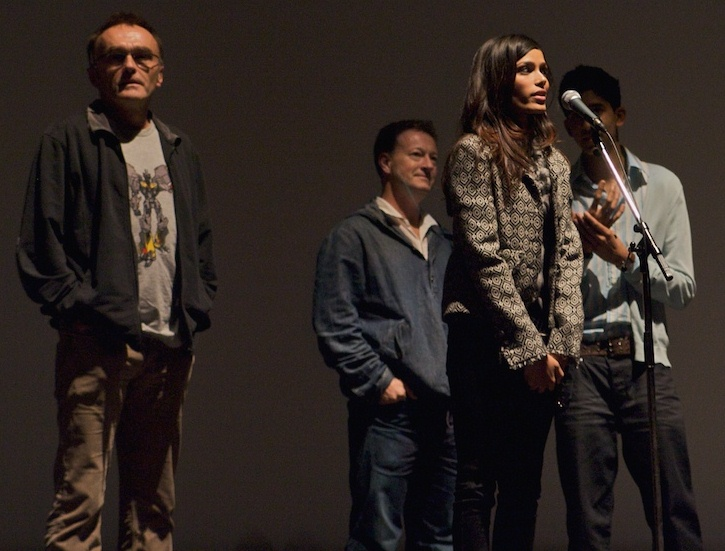
Пинто со съёмочной группой «Миллионера из трущоб» на показе фильма в 2008 году

В 2007 году директор по кастингу фильма «Миллионер из трущоб» в поисках актрисы на главную женскую роль обратился в модельное агентство, представляющее Пинто. Фрида и шесть других моделей агентства приняли участие в кастинге. Для Пинто пробы длились шесть месяцев, пока режиссёр Дэнни Бойл не утвердил её на роль Латики, возлюбленной главного героя Джамаля, роль которого исполнил Дев Патель. Все сцены с участием Фриды снимались в её родном Мумбаи. Актёрского образования она на тот момент не имела, лишь после выхода фильма на этап постпроизводства Пинто начала посещать уроки актёрского мастерства в студии Барри Джона в Мумбаи. Хотя в студии она изучила «технические аспекты» актёрской профессии, по словам Фриды, «в том, что касается реального опыта, ничто не сравнится с выходом на площадку и исполнением своей роли… Самой лучшей для меня актёрской школой стали шесть месяцев проб с Дэнни Бойлом». Фильм «Миллионер из трущоб» вышел на экраны в 2008 году, имел кассовый успех (при бюджете в 15 млн долларов собрал в мировом прокате 377,9 млн долларов) и был высоко оценён за сюжет и саундтрек. Он получил десять номинаций на премию «Оскар» и победил в восьми из них, в том числе был удостоен награды за лучший фильм. Также «Миллионер из трущоб» был отмечен премией Гильдии киноактёров США за лучший актёрский состав в игровом кино, сама Пинто получила приз за творческий прорыв на Международном кинофестивале в Палм-Спрингс. Актрису также номинировали на премию BAFTA за лучшую женскую роль второго плана. При этом её актёрское исполнение редко упоминалось в рецензиях критиков на фильм. Обозреватель издания The Telegraph из Калькутты писал, что «сложно сформировать мнение» о персонаже Пинто, поскольку «„Миллионер из трущоб“ не был реальным испытанием для актёрских способностей Фриды».

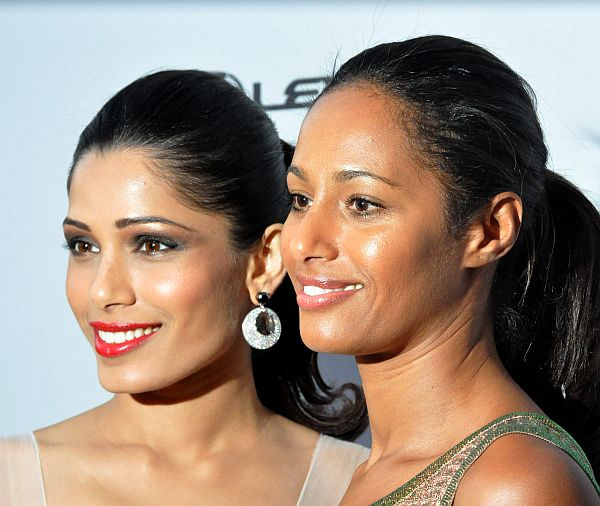
Пинто и Рула Джебрил на показе фильма «Мирал» в 2010 году

После успеха «Миллионера из трущоб» Пинто пригласили в два артхаусных фильма. В трагикомедии Вуди Аллена «Ты встретишь таинственного незнакомца» Фрида присоединилась к актёрскому ансамблю из Антонио Бандераса, Джоша Бролина, Энтони Хопкинса и Наоми Уоттс. Она сыграла «таинственную женщину», которая привлекает внимание героя Бролина. Премьера фильма состоялась на Каннском кинофестивале 2010 года. Картина получила смешанные оценки критиков. В фильме Джулиана Шнабеля «Мирал» по полубиографическому роману Рулы Джебрил Пинто исполнила роль осиротевшей палестинки, которая выросла в лагере беженцев в Израиле. Готовясь к этой роли, Пинто посетила несколько лагерей беженцев на территории Палестины. Она говорила, что история персонажа ей близка, поскольку её родственники пережили похожий опыт во время раздела Индии. Фильм, также вышедший на экраны в 2010 году, получил преимущественно негативные отзывы, относительно актёрской игры Пинто критики разошлись во мнениях. Джеффри Макнаб из The Independent писал, что «Мирал <…> сыграна Фридой Пинто очаровательно», в то время как Питер Брэдшоу из The Guardian посчитал, что «[Пинто] выглядит скованной и плохо подходящей на роль».

### Карьера с 2011 года
Сразу четыре фильма с участием Фриды Пинто вышло на экраны в 2011 году. Первым из них была научно-фантастическая лента «Восстание планеты обезьян», ставшая перезапуском серии фильмов о «Планете обезьян». В этом фильме Фрида исполнила роль Кэролайн Араньи, приматолога и возлюбленной главного героя, сыгранного Джеймсом Франко. Для подготовки к роли актриса изучала карьеру английского антрополога Джейн Гудолл. «Восстание планеты обезьян» собрало в мировом прокате 481,8 млн долларов и стало самым кассовым фильмом в карьере Пинто. Её героиня в этом фильме была подвергнута критике из-за своей одномерности: Энтони Куинн из The Independent назвал персонажа «одной из немногих ошибок в сценарии», а Тодд Маккарти из The Hollywood Reporter написал, что хотя Пинто выглядит в фильме красиво как никогда, она играет самую скучную подружку героя за многие годы. В мелодраме Майкла Уинтерботтома «Красавица из трущоб» по мотивам романа Томаса Харди «Тэсс из рода д’Эрбервиллей» Пинто сыграла главную роль — крестьянской девушки Тришны, которая устраивается работать в отель молодого бизнесмена Джея. Фильм, который был впервые показан на Кинофестивале в Торонто в 2011 году, получил неоднозначные оценки критиков. Нишат Бари из India Today назвал роль Тришны самой значительной из тех, что Пинто сыграла к моменту выхода фильма, поскольку она позволила актрисе наконец выйти из тени прославившего её «Миллионера из трущоб». Филип Френч из The Guardian заметил, что Пинто «очаровательна» в главной роли, а Роджер Эберт из Chicago Sun-Times назвал её актёрское исполнение «трогательно красивым». Однако Манола Даргис из The New York Times писала, что Пинто — «одна из привлекательных элементов картины, но ей и режиссёру не удалось заставить Тришну казаться живой».
Третьим фильмом Пинто, вышедшим на экраны в 2011 году, стала приключенческая картина Жан-Жака Анно «Чёрное золото», действие которой разворачивается на Ближнем Востоке в 1930-е годы. Фрида исполнила роль принцессы Лейлы, а её партнёрами по фильму были Антонио Бандерас, Марк Стронг и Лия Кебеде. Фильм получил преимущественно негативные отзывы критиков. В том же 2011 году вышел фэнтезийный боевик «Война богов: Бессмертные», в котором Пинто сыграла деву-оракула Федру. Хотя фильм был плохо принят критиками, в прокате ему удалось собрать 226,9 млн долларов. В рецензии для The Hollywood Reporter Тодд Маккарти отметил, что Пинто искусно воплотила на экране образ Федры.
После 2011 года новых художественных фильмов с участием Пинто не выходило два года. В 2013 году актриса снялась в музыкальном клипе на песню Бруно Марса «Gorilla», где предстала в образе стриптизёрши, которая танцует на шесте и раздевается до нижнего белья. На родине она подверглась критике за «грязные танцы» в клипе. В том же 2013 году Пинто выступила одним из рассказчиков в документальном фильме «Женское возрождение», созданном одноимённым движением, целью которого является доступное образование для девочек всего мира.

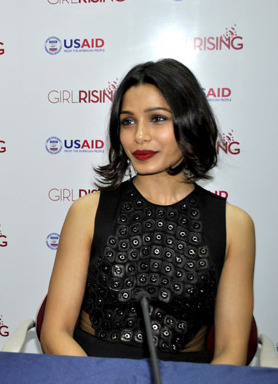
Пинто на промо-кампании движения «Женское возрождение» в 2016 году

После двухгодичной паузы Пинто вернулась на большие экраны в биографической драме 2014 года «Танцующий в пустыне», рассказывающей о жизни иранского хореографа Афшина Гаффариана. Фрида сыграла роль возлюбленной главного героя, танцовщицы-наркоманки Элайи. Во время подготовки к роли Пинто тратила на занятия танцами по восемь часов ежедневно на протяжении 14 недель. Также она посещала терапевтические сеансы в американских реабилитационных центрах для наркозависимых, чтобы понять, как эти люди борются со своей зависимостью. Фильм в основном получил негативные отзывы, но Энди Вебстер из The New York Times отметил, что «Пинто очаровывает даже во второстепенной плохо прописанной роли».
В экспериментальном фильме Терренса Малика «Рыцарь кубков» Пинто снималась вместе с Кристианом Бейлом, Кейт Бланшетт, Натали Портман и Антонио Бандерасом. Свой опыт актёрской игры без сценария Пинто, сыгравшая в фильме роль фотомодели Хелен, описала как «весёлый и освобождающий». «Рыцарь кубков» участвовал в конкурсной программе Берлинского кинофестиваля 2015 года, но ему не удалось впечатлить критиков, давших фильму средние оценки. Также в 2015 году Пинто выступила одним из рассказчиков в документальном фильме «Единство», исследующем взаимосвязь всей жизни на Земле, а также в проекте BBC «Индия: Страна чудес природы» о диком мире её родины. Ещё одной работой актрисы, вышедшей в 2015 году, стал колумбийский боевик «Шальное ранение», в котором также снимались Микки Рурк и Райан Квонтен. Джон Дефорс из The Hollywood Reporter ленту раскритиковал, отметив, что фильм «старается выглядеть серьёзней, чем его воспримут зрители», но упомянул, что Пинто очень старается, играя крутую девушку по имени Кольт, которая ищет убийцу своего брата.
В 2015 году Пинто приступила к работе над фильмом Энди Серкиса «Маугли», основанном на романе Редьярда Киплинга. Фрида исполнила в фильме роль приёмной матери Маугли. Выход картины состоялся в 2018 году. Пинто в 2015 году дебютировала на американском телевидении, появившись в ситкоме «Проект Минди» в эпизодической роли себя из альтернативной реальности. Она исполнила одну из главных ролей в британском мини-сериале 2017 года «Герилья». Действие сериала разворачивается в Лондоне 1970-х годов, в центре сюжета — пара политических активистов, переходящих от ненасильственных протестов к вооружённой борьбе. В рецензии на «Герилью» для Variety обозреватель Соня Сарайя отметила, что Пинто исключительно хороша в своей роли.

## Личная жизнь и взгляды

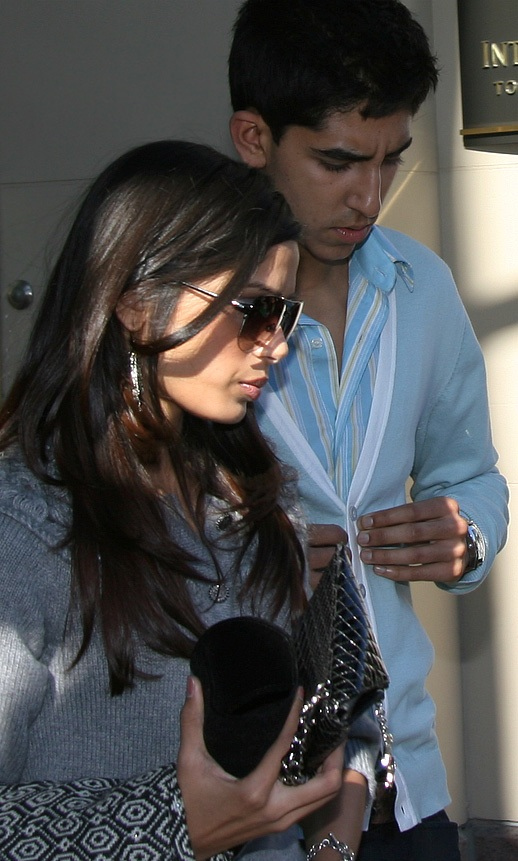
Пинто и Патель в 2008 году

До начала своей актёрской карьеры Пинто была помолвлена с Роханом Антао, с которым познакомилась в 2002 году во время учёбы в колледже. Они начали встречаться в 2007 году, а в декабре того же года в Гоа состоялась их помолвка. Однако в январе 2009 года Фрида рассталась с Роханом и начала встречаться со своим партнёром по «Миллионеру из трущоб» Девом Пателем. В декабре 2014 года Дев и Фрида разошлись, но сохранили дружеские отношения. После успеха «Миллионера из трущоб» Пинто, по её словам, определённого адреса не имела, много времени проводила в разъездах, а в перерывах между съёмками жила в Мумбаи, Лондоне и Лос-Анджелесе. В интервью 2015 года изданию USA Today она рассказала, что после расставания с Пателем поселилась в Лос-Анджелесе.
C 2017 года состоит в отношениях с фотографом Кори Трэном. В 2020 году пара поженилась. В ноябре 2021 года у супругов родился сын, которого назвали Руми-Рэй.

Феминизм для меня — это равенство. Мужчины не важнее женщин и наоборот. Феминизм — это тема, которую часто неверно истолковывают и понимают. Когда мы говорим о феминизме, это не значит, что все мужчины становятся второстепенными людьми, а женщины должны править миром. Единственный путь для создания прогрессивного и успешного государства или мира — это тот, при котором мужчины и женщины относятся друг к другу как к равному.
— Пинто о феминизме

Пинто активно участвует в деятельности некоторых гуманитарных проектов, а также публично выступает за права женщин и помощь детям из малоимущих семей. Она отмечает, что в своей общественной деятельности берёт пример с Анджелины Джоли и Малалы Юсуфзай. В 2010 году Пинто вместе с Андре Агасси и Штеффи Граф выступала в поддержку их благотворительной организации Agassi Foundation. Актрисе удалось собрать 75 тыс. долларов для программы образования среди детей из малоимущих семей. Через два года она была назначена всемирным послом кампании организации «План», Because I Am a Girl. Задачей кампании является продвижение равенства полов и помощь миллионам девочек, живущих за чертой бедности.
В 2013 году Пинто снялась в ролике кампании Chime for Change дома моды Gucci, задача которой состоит в сборе средств и привлечении внимания к проблемам женщин в области образования, здоровья и справедливости. Через год Фрида участвовала в проходившем в Лондоне саммите, посвящённом правам девочек, где призывала более решительно бороться с такими проблемами как женское обрезание и детские браки. В марте 2015 года Пинто высказалась против запрета индийским правительством документального фильма «Дочь Индии» о резонансном групповом изнасиловании в Дели в 2012 году. На премьере фильма в США актриса заявила, что картина не порочит индийское государство и её нужно донести до публики. В интервью 2015 года Пинто сказала: «Этот фильм никоим образом не является пропагандой насилия как средства решения проблем. На самом деле мы призываем делать это наиболее цивилизованным способом».
В феврале 2016 года Пинто объявила, что присоединилась к некоммерческой организации We Do It Together, которая финансирует художественные и документальные фильмы, а также телевизионные передачи, направленные на расширение возможностей женщин.

## Имидж

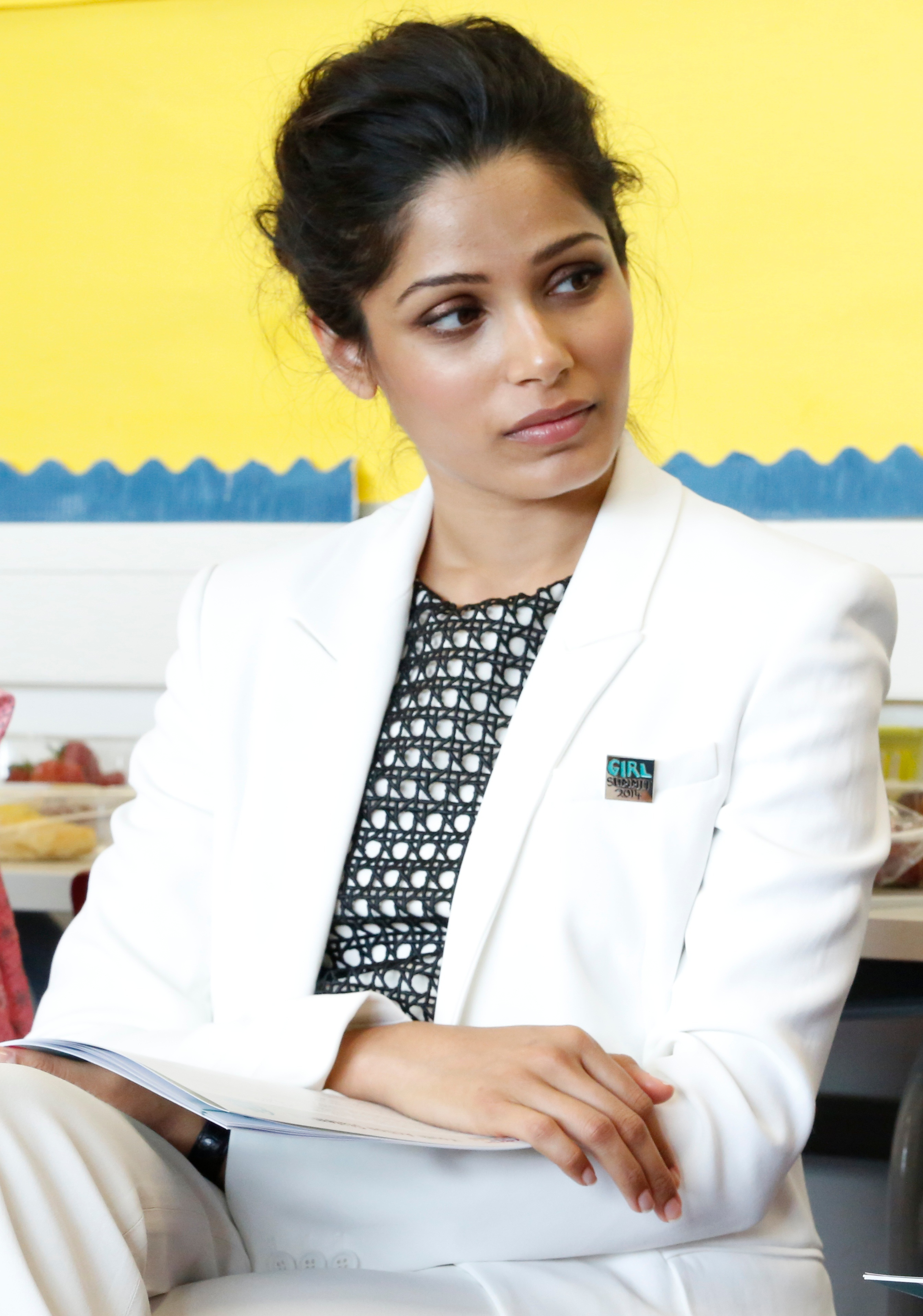
Пинто на форуме Youth For Change в 2014 году

Хотя её роль в «Миллионере из трущоб» была небольшой, благодаря этому фильму Фрида Пинто стала широко известна в мире. В СМИ часто внимание уделяется её ролям и заработкам. В марте 2009 года издание The Daily Telegraph сообщило, что Пинто является самой высокооплачиваемой индийской актрисой, хотя не снялась ни в одном болливудском фильме. Телеканал CNN-IBN охарактеризовал актрису как «лучший индийский экспорт на Запад», а калькуттская газета The Telegraph описала Пинто как «возможно, крупнейшую мировую звезду из Индии».
Различные журналы часто включают Пинто в свои рейтинги самых красивых и модных знаменитостей. Фрида вошла в два списка журнала People за 2009 год — «Самые красивые люди мира» и «Лучше всех одевающиеся женщины мира». В том же году Пинто вошла в рейтинг «десяти самых стильных женщин» журнала Vogue. В 2011 году Пинто оказалась единственной представительницей Индии в рейтинге «50 самых красивых женщин в кино», составленном Los Angeles Times Magazine. В том же году журнал People включил актрису в свой список «Самых красивых в любом возрасте». Фрида входила в рейтинг «99 самых желанных женщин», составленный по результатам опроса на сайте AskMen, с 2010 по 2012 годы.
В 2009 году Пинто стала представителем компании L’Oréal Paris. Через два года вокруг её фотографий для рекламы компании разгорелся спор, поскольку кожа Фриды на фото казалась светлее, чем она есть на самом деле. В компании отвергли обвинения в ретушировании фотографий.
Будучи популярной актрисой в Голливуде, Пинто остаётся относительно малоизвестной фигурой в Индии. Критики и аналитики объясняют это тем, что «Миллионер из трущоб» не имел успеха в индийском прокате. В индийских СМИ Пинто критикуют за сильный акцент и отмечают, что у неё слишком тёмная кожа по стандартам Болливуда. Вместе с тем Фриде, как отмечают СМИ, удалось не стать типичной индийской актрисой в Голливуде, поскольку она часто играет персонажей других национальностей. В интервью 2012 года она рассказала, что избегает ролей стереотипных индийских женщин.
Пинто балансирует между «крупными высокобюджетными голливудскими блокбастерами» и «умными независимыми фильмами». Когда её спросили о том, почему она предпочла Голливуд, Фрида ответила: «Я просто хотела быть актрисой. Актёр не должен ограничивать себя определённой культурой или национальностью. Я хочу простирать свои щупальца повсюду и готова к предложениям сняться в кино из любой части света».

## Фильмография
| Год       |    | Русское название                      | Оригинальное название              | Роль            |
| --------- | -- | ------------------------------------- | ---------------------------------- | --------------- |
| 2008      | ф  | Миллионер из трущоб                   | Slumdog Millionaire                | Латика          |
| 2010      | ф  | Ты встретишь таинственного незнакомца | You Will Meet a Tall Dark Stranger | Дия             |
| 2010      | ф  | Мирал                                 | Miral                              | Мирал           |
| 2011      | ф  | Восстание планеты обезьян             | Rise of the Planet of the Apes     | Кэролайн        |
| 2011      | ф  | Красавица из трущоб                   | Trishna                            | Тришна          |
| 2011      | ф  | Чёрное золото                         | Black Gold                         | принцесса Лейла |
| 2011      | ф  | Война богов: Бессмертные              | Immortals                          | Федра           |
| 2014      | ф  | Танцующий в пустыне                   | Desert Dancer                      | Элахе           |
| 2015      | ф  | Рыцарь кубков                         | Knight of Cups                     | Хелен           |
| 2015      | ф  | Шальное ранение                       | Blunt Force Trauma                 | Кольт           |
| 2017      | с  | Герилья                               | Guerrilla                          | Джас Митра      |
| 2017      | мф |                                       | Yamasong: March of the Hollows     | Гета            |
| 2018      | с  | Путь                                  | The Path                           | Вера Стефанс    |
| 2018      | ф  | С любовью, Соня                       | Love Sonia                         | Рашми           |
| 2018      | ф  | Маугли                                | Mowgli                             | Мессуа          |
| 2019      | ф  | Последняя женщина на земле            | Only                               | Ева             |
| 2020—2022 | мс | Мира — королевский детектив           | Mira, Royal Detective              | Королева Шанти  |
| 2020      | ф  | Любовь. Свадьба. Повтор               | Love Wedding Repeat                | Аманда          |
| 2020      | ф  | Элегия Хиллбилли                      | Hillbilly Elegy                    | Уша Вэнс        |
| 2021      | ф  | Посторонние                           | Intrusion                          | Мира            |
| 2022      | ф  | Список мистера Малкольма              | Mr. Malcolm’s List                 | Селина Далтон   |
| 2023      | ф  | Она сказала «Да!»                     | My Mother's Wedding                |                 |
| 2025      | с  | На поверхности                        | Surface                            | Грейс           |

## Награды
| Год  | Конкурс                        | Номинация                                  | Фильм                 | Результат |
| ---- | ------------------------------ | ------------------------------------------ | --------------------- | --------- |
| 2009 | BAFTA                          | Лучшая женская роль второго плана          | «Миллионер из трущоб» | Номинация |
| 2009 | Black Reel Awards              | Лучший актёрский ансамбль                  | «Миллионер из трущоб» | Номинация |
| 2009 | MTV Movie Awards               | Лучший прорыв года                         | «Миллионер из трущоб» | Номинация |
| 2009 | MTV Movie Awards               | Лучший поцелуй (совместно с Девом Пателем) | «Миллионер из трущоб» | Номинация |
| 2009 | Teen Choice Awards             | Лучшая актриса в драматическом фильме      | «Миллионер из трущоб» | Номинация |
| 2009 | Teen Choice Awards             | Лучшее новое женское лицо                  | «Миллионер из трущоб» | Номинация |
| 2009 | Teen Choice Awards             | Лучший поцелуй (совместно с Девом Пателем) | «Миллионер из трущоб» | Номинация |
| 2009 | Кинофестиваль в Палм-Спирнгс   | Лучший прорыв года                         | «Миллионер из трущоб» | Победа    |
| 2009 | Премия Гильдии киноактёров США | Лучший актёрский состав в игровом кино     | «Миллионер из трущоб» | Победа    |